# Озерский, Александр Дмитриевич
Александр Дмитриевич Озерский (9 [21] сентября 1813, Чернигов — 19 сентября [1 октября] 1880, Санкт-Петербург) — российский государственный и военный деятель, томский губернатор, инженер-генерал-лейтенант.

## Биография
Родился 9 (21) сентября 1813 в Чернигове. Происходил из дворян Черниговской губернии — сын коллежского советника Дмитрия Никитича Озерского (Езерского) и Варвары Александровны, урождённой Назимовой (02.06.1795—09.10.1831); племянник декабриста М. А. Назимова.
В 1831 году окончил Горный кадетский корпус и был оставлен при корпусе, заняв место репетитора химии при академике Гессе, а затем ему поручено было читать лекции по русской и иностранной горной статистике и минералогии. По свидетельству А. М. Лоранского, Озерский, владея многими иностранными языками, даром слова и редкой памятью, умел делать свои лекции особенно занимательными и даже увлекать слушателей. Лоранский отмечал также, что горная статистика России и иностранных государств «никем не была читана так подробно, как Озерским, что составленные им (с 1840 по 1855 гг.) обширные записки этого курса представляют совершенную энциклопедию и, заключая массу данных о положении горного дела в России, являются весьма ценным материалом для изучения его». Озерский занимался также переводами научных сочинений: перевёл сочинение Берцелиуса «Аналитическая химия», а затем, начав читать лекции по минералогии и статистике, перевёл ряд сочинений, касающихся этих предметов — в их числе наиболее видное место занял перевод сочинения Мурчисона «Геологическое описание Европейской России и хребта Уральского».

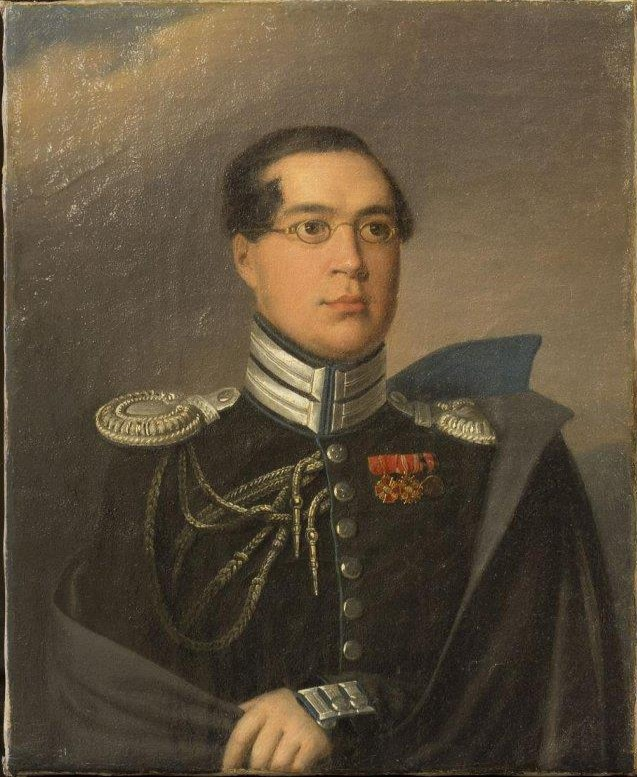
Портрет Александра Дмитриевича Озерского. 1836 - 1837 гг. Атрибуция А. Кибовского. Ранее: Портрет молодого офицера

Когда в 1844 году в Санкт-Петербургском университете освободилась кафедра по минералогии (после горного инженера генерал-майора Соколова), то совет университета выбрал и представил его к занятию должности профессора, но ввиду того, что Озерский не имел учёной степени министр народного просвещения не утвердил этого представления.
С 1849 года был инспектором классов Института Корпуса горных инженеров, с 1851 года — профессор минералогии и статистики. В 1850 году был избран членом Московского общества испытателей природы. Большая эрудиция и разносторонность интересов способствовали его успешной работе в разных отраслях геологии, он неоднократно публиковался в научных изданиях, в «Горном журнале», а в 1854–1855 годах был его редактором; переводил труды зарубежных геологов, публиковал рецензии в «Вестнике Императорского Русского Географического общества». 
В ноябре 1857 года был произведён в инженер-генерал-майоры и назначен главным начальником Алтайских Колывано-Воскресенских заводов и гражданским губернатором Томской губернии. Принимал участие в подготовке и проведении реформы 1861 года на Алтае (освобождение приписных крестьян), занимая консервативные позиции. При Озерском в Томске были открыты духовная семинария (21.09.1858) и Мариинская женская гимназия (1.09.1863). По его настоянию в конце 1861 года в Томской губернской мужской гимназии были введены уроки естествознания. Кроме того, он поручил разработать для гимназистов курс лекций по строительному искусству и гражданской архитектуре. По инициативе Озерского 26 декабря 1863 года в Томске было открыто Благородное (Общественное) собрание.
С 1862 года командовал Сибирским линейным батальоном с правами командира дивизии.
Г. Н. Потанин указывал:

Озерский был настоящим учёным, но, при старом режиме и русские учёные были заражены генеральской важностью… Ни юрист, ни политэконом, он держится самых отсталых идей русского законодательства и питает скромное желание держать губернию в страхе и рад собой…
В связи с разделением должностей начальника Алтайского горного округа и томского губернатора, 5 января 1864 года он был уволен со своих постов. Вернувшись в Санкт-Петербург, был назначен членом Горного учёного комитета, произведён в генерал-лейтенанты. Заведовал горной частью Кабинета его императорского величества.
Состоял членом ряда учёных обществ[уточнить].
Автор статей в «Горном журнале», «Записках минералогического общества» и других.
Скончался 19 сентября (1 октября) 1880 года в Санкт-Петербурге, похоронен на Митрофаниевском православном кладбище рядом с супругой.

## Семья
Женился 11 января 1839 года на дочери губернского секретаря Евгении-Юлии Фёдоровне Гартунг (07.07.1818—08.08.1847). Их дети: Варвара (04.03.1840—?), Дмитрий (25.03.1841—?), Ольга (25.11.1842—?).
После смерти супруги, женился второй раз, 26 января 1858 года — на вдове поручика Каншина, дочери генерал-майора Гурьева — Софье Семёновне (01.04.1831—21.09.1870).